# 野崎圭一
野崎 圭一（のざき けいいち、1961年6月11日 - ）は、日本の音楽プロデューサー、音響監督、ラジオパーソナリティ。 株式会社オン・ビート代表取締役。

## 人物
1986年、ビクターエンタテインメントに入社し、音楽ディレクターとしてサザンオールスターズ、泉谷しげる、東京少年、KONTAなどのアーティストを担当。
1996年、ビクターのアニメ音楽セクション（現フライングドッグ）へ異動し、『逮捕しちゃうぞ』、『.hack//』シリーズ、『ガンダム』シリーズ（SEED、SEED DESTINY、00）などのヒット作を手がける。作曲家梶浦由記との関係が深く、梶浦のソロプロジェクト「FictionJunction」や、梶浦の「See-Saw」におけるパートナーである石川智晶の作品もプロデュースする。
2010年よりインターネットラジオ「超!A&G+」において、”のざP”名義でメインパーソナリティを務める「Live Dog!（ライブドッグ!）」がスタート。また、フライングドッグ内に音楽制作・音響制作セクションとして「ドッグオンビート（Dog On Beat）」を設立し、音響監督業務も始める。
2020年3月末、ビクター時代より34年間在籍したフライングドッグから独立し、同年4月10日、株式会社オン・ビートを設立。

## プロデュース作品
- .hack//Liminality
- .hack//SIGN
- .hack//Quantum
- アクエリアンエイジ Sign for Evolution (エンディングテーマ編曲も)
- 今、そこにいる僕
- ツバサ春雷記
- THE ビッグオー
- 幕末機関説 いろはにほへと
- バブルガムクライシス TOKYO 2040
- 爆裂天使
- ちょこッとSister
- エクセル・サーガ
- GEAR戦士電童
- HAND MAID メイ
- 十兵衛ちゃん
- L/R -Licensed by Royal-(オープニングテーマ編曲も)
- MADLAX
- ガンダムシリーズ
  - 機動戦士ガンダムSEED
  - 機動戦士ガンダムSEED DESTINY
  - 機動戦士ガンダムSEED C.E.73 STARGAZER 
  - 機動戦士ガンダム00
  - 機動戦士ガンダム00 セカンドシーズン
  - 劇場版 機動戦士ガンダム00 -A wakening of the Trailblazer-
  - 機動戦士ガンダム MS IGLOO
- エレメンタルジェレイド
- シムーン
- The Soul Taker 〜魂狩〜
- うた∽かた (オープニング・エンディング編曲も)
- Witch Hunter ROBIN
- ぼくらの
- 逮捕しちゃうぞ
- 天体戦士サンレッド
- 夜桜四重奏 〜ヨザクラカルテット〜
- PandoraHearts
- 戦国BASARA
- 戦国BASARA弐
- エレメントハンター
- ダンス イン ザ ヴァンパイアバンド
- おおかみかくし
- オオカミさんと七人の仲間たち
- これはゾンビですか?
- これはゾンビですか? オブ・ザ・デッド
- 緋弾のアリア
- 異国迷路のクロワーゼ
- 神様ドォルズ
- 革命機ヴァルヴレイヴ
- 魔法戦争
- モモキュンソード
- URAHARA
- エッグカー

## 出演

### ラジオ
- 野崎圭一の超ラジ!NEXT （超!A&G+：2008年1月8日）
- のざP&りえのLive Dog! （超!A&G+：2010年10月10日 - 2012年9月23日）
- のざP・松永真穂のライブドッグ! （超!A&G+：2012年10月7日 - 2016年3月22日）
- のざP・前田玲奈のライブドッグ!（超!A&G+：2016年4月5日 - 2017年3月23日）
- のざP・駒形友梨のライブドッグ!（超!A&G+：2017年4月6日 - 2020年9月27日）